# ブランドン・ビーラック
ブランドン・マイケル・ビーラック（Brandon Michael Bielak, 1996年4月2日 - ）は、アメリカ合衆国ニュージャージー州ミドルセックス郡エジソン出身のプロ野球選手（投手）。右投左打。MLBのアリゾナ・ダイヤモンドバックス傘下所属。

## 経歴

### プロ入りとアストロズ時代
2017年のMLBドラフト11巡目（全体331位）でヒューストン・アストロズから指名され、プロ入り。契約後、傘下のルーキー級ガルフ・コーストリーグ・アストロズでプロデビュー。A-級トリシティ・バレーキャッツでもプレーし、2チーム合計で10試合（先発4試合）に登板して2勝1敗1セーブ、防御率0.80、42奪三振を記録した。
2018年はA+級ビューズクリーク・アストロズとAA級コーパスクリスティ・フックスでプレーし、2チーム合計で25試合（先発17試合）に登板して7勝8敗2セーブ、防御率2.23、131奪三振を記録した。
2019年はAA級コーパスクリスティとAAA級ラウンドロック・エクスプレスでプレーし、2チーム合計で23試合（先発20試合）に登板して11勝4敗、防御率4.22、119奪三振を記録した。
2020年7月27日にメジャー契約を結んでアクティブ・ロースター入りし、メジャーデビューとなった同日のシアトル・マリナーズ戦では2番手で登板して3.1回を2失点、4奪三振の投球で勝利投手となった。この年はメジャーで12試合（先発6試合）に登板して3勝3敗、防御率6.75、26奪三振を記録した。
2021年は28試合（先発2試合）に登板して3勝4敗1セーブ、防御率4.50、46奪三振を記録した。
2022年は5試合に登板して防御率3.65、12奪三振を記録した。
2023年は15試合（先発13試合）に登板して5勝6敗、防御率3.83、62奪三振を記録した。
2024年5月11日にDFAとなった。

### アスレチックス時代
2024年5月16日に金銭トレードで、オークランド・アスレチックスへ移籍した。5月25日にDFAとなり、30日にマイナー契約となって傘下のAAA級ラスベガス・アビエイターズへ配属された。その後、9月8日に再びメジャー契約を結んでアクティブ・ロースター入りした。9月22日にDFAとなり、25日にマイナー契約となってAAA級ラスベガスへ配属された。レギュラーシーズン終了後の10月15日にFAとなった。

### ダイヤモンドバックス傘下時代
2025年2月25日にアリゾナ・ダイヤモンドバックスとマイナー契約を結んだ。

## 投球スタイル
最大の武器はチェンジアップである。カーブも投げており、速球とこの2つを組み合わせ、巧みに打者のタイミングを外してくる。

## 詳細情報

### 年度別投手成績
| 年 度    | 球 団    | 登 板 | 先 発 | 完 投 | 完 封 | 無 四 球 | 勝 利 | 敗 戦 | セ 丨 ブ | ホ 丨 ル ド | 勝 率 | 打 者 | 投 球 回 | 被 安 打 | 被 本 塁 打 | 与 四 球 | 敬 遠 | 与 死 球 | 奪 三 振 | 暴 投 | ボ 丨 ク | 失 点 | 自 責 点 | 防 御 率 | W H I P |
| -------- | -------- | ----- | ----- | ----- | ----- | -------- | ----- | ----- | -------- | ----------- | ----- | ----- | -------- | -------- | ----------- | -------- | ----- | -------- | -------- | ----- | -------- | ----- | -------- | -------- | ------- |
| 2020     | HOU      | 12    | 6     | 0     | 0     | 0        | 3     | 3     | 0        | 0           | .500  | 148   | 32.0     | 39       | 9           | 17       | 0     | 2        | 26       | 0     | 0        | 26    | 24       | 6.75     | 1.75    |
| 2021     | HOU      | 28    | 2     | 0     | 0     | 0        | 3     | 4     | 1        | 2           | .429  | 218   | 50.0     | 48       | 5           | 21       | 0     | 3        | 46       | 4     | 0        | 29    | 25       | 4.50     | 1.38    |
| 2022     | HOU      | 5     | 0     | 0     | 0     | 0        | 0     | 0     | 0        | 1           | ----  | 54    | 12.1     | 11       | 2           | 4        | 0     | 3        | 12       | 1     | 0        | 5     | 5        | 3.65     | 1.22    |
| 2023     | HOU      | 15    | 13    | 0     | 0     | 0        | 5     | 6     | 0        | 0           | .455  | 353   | 80.0     | 86       | 12          | 36       | 0     | 5        | 62       | 3     | 0        | 43    | 34       | 3.83     | 1.53    |
| 2024     | HOU      | 10    | 0     | 0     | 0     | 0        | 0     | 0     | 0        | 0           | ----  | 83    | 17.1     | 22       | 3           | 7        | 0     | 2        | 9        | 1     | 0        | 11    | 11       | 5.71     | 1.67    |
| 2024     | OAK      | 6     | 0     | 0     | 0     | 0        | 1     | 0     | 0        | 0           | 1.000 | 57    | 12.1     | 17       | 2           | 6        | 0     | 0        | 5        | 0     | 0        | 6     | 6        | 4.38     | 1.86    |
| '24計    | OAK      | 16    | 0     | 0     | 0     | 0        | 1     | 0     | 0        | 0           | 1.000 | 140   | 29.2     | 39       | 5           | 13       | 0     | 2        | 14       | 1     | 0        | 17    | 17       | 5.16     | 1.75    |
| MLB：5年 | MLB：5年 | 76    | 21    | 0     | 0     | 0        | 12    | 13    | 1        | 3           | .480  | 913   | 204.0    | 223      | 33          | 91       | 0     | 15       | 160      | 9     | 0        | 120   | 105      | 4.63     | 1.54    |

- 2024年度シーズン終了時

### 年度別守備成績
| 年 度 | 球 団 | 投手（P） | 投手（P） | 投手（P） | 投手（P） | 投手（P） | 投手（P） |
| 年 度 | 球 団 | 試 合     | 刺 殺     | 補 殺     | 失 策     | 併 殺     | 守 備 率  |
| ----- | ----- | --------- | --------- | --------- | --------- | --------- | --------- |
| 2020  | HOU   | 12        | 3         | 4         | 0         | 1         | 1.000     |
| 2021  | HOU   | 28        | 2         | 5         | 1         | 0         | .875      |
| 2022  | HOU   | 5         | 0         | 0         | 0         | 0         | ----      |
| 2023  | HOU   | 15        | 3         | 5         | 0         | 1         | 1.000     |
| MLB   | MLB   | 60        | 8         | 14        | 1         | 2         | .957      |

- 2023年度シーズン終了時

### 背番号
- 64（2020年 - 2024年途中）
- 37（2024年途中 - 同年途中）
- 62（2024年途中 - 同年終了）